# Mike Grier
Michael James "Mike" Grier, född 5 januari 1975, är en amerikansk före detta professionell ishockeyforward som tillbringade 14 säsonger i den nordamerikanska ishockeyligan National Hockey League (NHL), där han spelade för ishockeyorganisationerna Edmonton Oilers, Washington Capitals, Buffalo Sabres och San Jose Sharks. Han producerade 383 poäng (162 mål och 221 assists) samt drog på sig 510 utvisningsminuter på 1 060 grundspelsmatcher. Grier spelade även på lägre nivå för Boston University Terriers (Boston University) i National Collegiate Athletic Association (NCAA).
Han draftades i nionde rundan i 1993 års draft av St. Louis Blues som 219:e spelare totalt.
Han är bror till Chris Grier som är general manager för Miami Dolphins i National Football League (NFL).

## Statistik
| Källa: Utv = Utvisningsminuter | Källa: Utv = Utvisningsminuter                        | Källa: Utv = Utvisningsminuter                        |                                                       | Grundserie                                            | Grundserie                                            | Grundserie                                            | Grundserie                                            | Grundserie                                            |                                                       | Slutspel                                              | Slutspel                                              | Slutspel                                              | Slutspel                                              | Slutspel                                              |
| Säsong                         | Lag                                                   | Liga                                                  | Matcher                                               | Mål                                                   | Assists                                               | Poäng                                                 | Utv                                                   | Matcher                                               | Mål                                                   | Assists                                               | Poäng                                                 | Utv                                                   |                                                       |                                                       |
| ------------------------------ | ----------------------------------------------------- | ----------------------------------------------------- | ----------------------------------------------------- | ----------------------------------------------------- | ----------------------------------------------------- | ----------------------------------------------------- | ----------------------------------------------------- | ----------------------------------------------------- | ----------------------------------------------------- | ----------------------------------------------------- | ----------------------------------------------------- | ----------------------------------------------------- | ----------------------------------------------------- | ----------------------------------------------------- |
| 1992–1993                      | St. Sebastian's School                                |                                                       | 22                                                    | 16                                                    | 27                                                    | 43                                                    | 32                                                    | —                                                     | —                                                     | —                                                     | —                                                     | —                                                     |                                                       |                                                       |
| 1993–1994                      | Boston University Terriers                            | NCAA                                                  | 39                                                    | 9                                                     | 9                                                     | 18                                                    | 58                                                    | —                                                     | —                                                     | —                                                     | —                                                     | —                                                     |                                                       |                                                       |
| 1994–1995                      | Boston University Terriers                            | NCAA                                                  | 37                                                    | 29                                                    | 26                                                    | 55                                                    | 85                                                    | —                                                     | —                                                     | —                                                     | —                                                     | —                                                     |                                                       |                                                       |
| 1995–1996                      | Boston University Terriers                            | NCAA                                                  | 38                                                    | 21                                                    | 26                                                    | 47                                                    | 82                                                    | —                                                     | —                                                     | —                                                     | —                                                     | —                                                     |                                                       |                                                       |
| 1996–1997                      | Edmonton Oilers                                       | NHL                                                   | 79                                                    | 15                                                    | 17                                                    | 32                                                    | 45                                                    | 12                                                    | 3                                                     | 1                                                     | 4                                                     | 4                                                     |                                                       |                                                       |
| 1997–1998                      | Edmonton Oilers                                       | NHL                                                   | 66                                                    | 9                                                     | 6                                                     | 15                                                    | 73                                                    | 12                                                    | 2                                                     | 2                                                     | 4                                                     | 13                                                    |                                                       |                                                       |
| 1998–1999                      | Edmonton Oilers                                       | NHL                                                   | 82                                                    | 20                                                    | 24                                                    | 44                                                    | 54                                                    | 4                                                     | 1                                                     | 1                                                     | 2                                                     | 6                                                     |                                                       |                                                       |
| 1999–2000                      | Edmonton Oilers                                       | NHL                                                   | 65                                                    | 9                                                     | 22                                                    | 31                                                    | 68                                                    | —                                                     | —                                                     | —                                                     | —                                                     | —                                                     |                                                       |                                                       |
| 2000–2001                      | Edmonton Oilers                                       | NHL                                                   | 74                                                    | 20                                                    | 16                                                    | 36                                                    | 20                                                    | 6                                                     | 0                                                     | 0                                                     | 0                                                     | 8                                                     |                                                       |                                                       |
| 2001–2002                      | Edmonton Oilers                                       | NHL                                                   | 82                                                    | 8                                                     | 17                                                    | 25                                                    | 32                                                    | —                                                     | —                                                     | —                                                     | —                                                     | —                                                     |                                                       |                                                       |
| 2002–2003                      | Washington Capitals                                   | NHL                                                   | 82                                                    | 15                                                    | 17                                                    | 32                                                    | 36                                                    | 6                                                     | 1                                                     | 1                                                     | 2                                                     | 2                                                     |                                                       |                                                       |
| 2003–2004                      | Washington Capitals                                   | NHL                                                   | 68                                                    | 8                                                     | 12                                                    | 20                                                    | 32                                                    | —                                                     | —                                                     | —                                                     | —                                                     | —                                                     |                                                       |                                                       |
|                                | Buffalo Sabres                                        | NHL                                                   | 14                                                    | 1                                                     | 8                                                     | 9                                                     | 4                                                     | —                                                     | —                                                     | —                                                     | —                                                     | —                                                     |                                                       |                                                       |
| 2004–2005                      | Spelade ej på grund av konflikt mellan NHL och NHLPA. | Spelade ej på grund av konflikt mellan NHL och NHLPA. | Spelade ej på grund av konflikt mellan NHL och NHLPA. | Spelade ej på grund av konflikt mellan NHL och NHLPA. | Spelade ej på grund av konflikt mellan NHL och NHLPA. | Spelade ej på grund av konflikt mellan NHL och NHLPA. | Spelade ej på grund av konflikt mellan NHL och NHLPA. | Spelade ej på grund av konflikt mellan NHL och NHLPA. | Spelade ej på grund av konflikt mellan NHL och NHLPA. | Spelade ej på grund av konflikt mellan NHL och NHLPA. | Spelade ej på grund av konflikt mellan NHL och NHLPA. | Spelade ej på grund av konflikt mellan NHL och NHLPA. | Spelade ej på grund av konflikt mellan NHL och NHLPA. | Spelade ej på grund av konflikt mellan NHL och NHLPA. |
| 2005–2006                      | Buffalo Sabres                                        | NHL                                                   | 81                                                    | 7                                                     | 16                                                    | 23                                                    | 28                                                    | 18                                                    | 3                                                     | 5                                                     | 8                                                     | 2                                                     |                                                       |                                                       |
| 2006–2007                      | San Jose Sharks                                       | NHL                                                   | 81                                                    | 16                                                    | 17                                                    | 33                                                    | 43                                                    | 11                                                    | 2                                                     | 2                                                     | 4                                                     | 27                                                    |                                                       |                                                       |
| 2007–2008                      | San Jose Sharks                                       | NHL                                                   | 78                                                    | 9                                                     | 13                                                    | 22                                                    | 24                                                    | 13                                                    | 0                                                     | 1                                                     | 1                                                     | 2                                                     |                                                       |                                                       |
| 2008–2009                      | San Jose Sharks                                       | NHL                                                   | 62                                                    | 10                                                    | 13                                                    | 23                                                    | 25                                                    | 6                                                     | 0                                                     | 0                                                     | 0                                                     | 6                                                     |                                                       |                                                       |
| 2009–2010                      | Buffalo Sabres                                        | NHL                                                   | 73                                                    | 10                                                    | 12                                                    | 22                                                    | 14                                                    | 6                                                     | 2                                                     | 0                                                     | 2                                                     | 2                                                     |                                                       |                                                       |
| 2010–2011                      | Buffalo Sabres                                        | NHL                                                   | 73                                                    | 5                                                     | 11                                                    | 16                                                    | 12                                                    | 7                                                     | 0                                                     | 1                                                     | 1                                                     | 0                                                     |                                                       |                                                       |
| NHL totalt                     | NHL totalt                                            | NHL totalt                                            | 1060                                                  | 162                                                   | 221                                                   | 383                                                   | 510                                                   | 101                                                   | 14                                                    | 14                                                    | 28                                                    | 72                                                    |                                                       |                                                       |
| NCAA total                     | NCAA total                                            | NCAA total                                            | 114                                                   | 59                                                    | 61                                                    | 120                                                   | 225                                                   | —                                                     | —                                                     | —                                                     | —                                                     | —                                                     |                                                       |                                                       |

### Internationellt
| Källa:        | Källa:        | Källa:        |         | Utv = Utvisningsminuter | Utv = Utvisningsminuter | Utv = Utvisningsminuter | Utv = Utvisningsminuter | Utv = Utvisningsminuter |
| År            | Lag           | Mästerskap    | Matcher | Mål                     | Assists                 | Poäng                   | Utv                     |                         |
| ------------- | ------------- | ------------- | ------- | ----------------------- | ----------------------- | ----------------------- | ----------------------- | ----------------------- |
| 1995          | USA           | JVM           | 7       | 0                       | 2                       | 2                       | 12                      |                         |
| 2004          | USA           | VM            | 9       | 1                       | 2                       | 3                       | 8                       |                         |
| Junior totalt | Junior totalt | Junior totalt | 7       | 0                       | 2                       | 2                       | 12                      |                         |
| Senior totalt | Senior totalt | Senior totalt | 9       | 1                       | 2                       | 3                       | 8                       |                         |